# 엥 콘스탄티노
엥 콘스탄티노(Yeng Constantino, 1988년 12월 4일 ~ )는 필리핀의 가수, 배우이다.